# Boxengasse

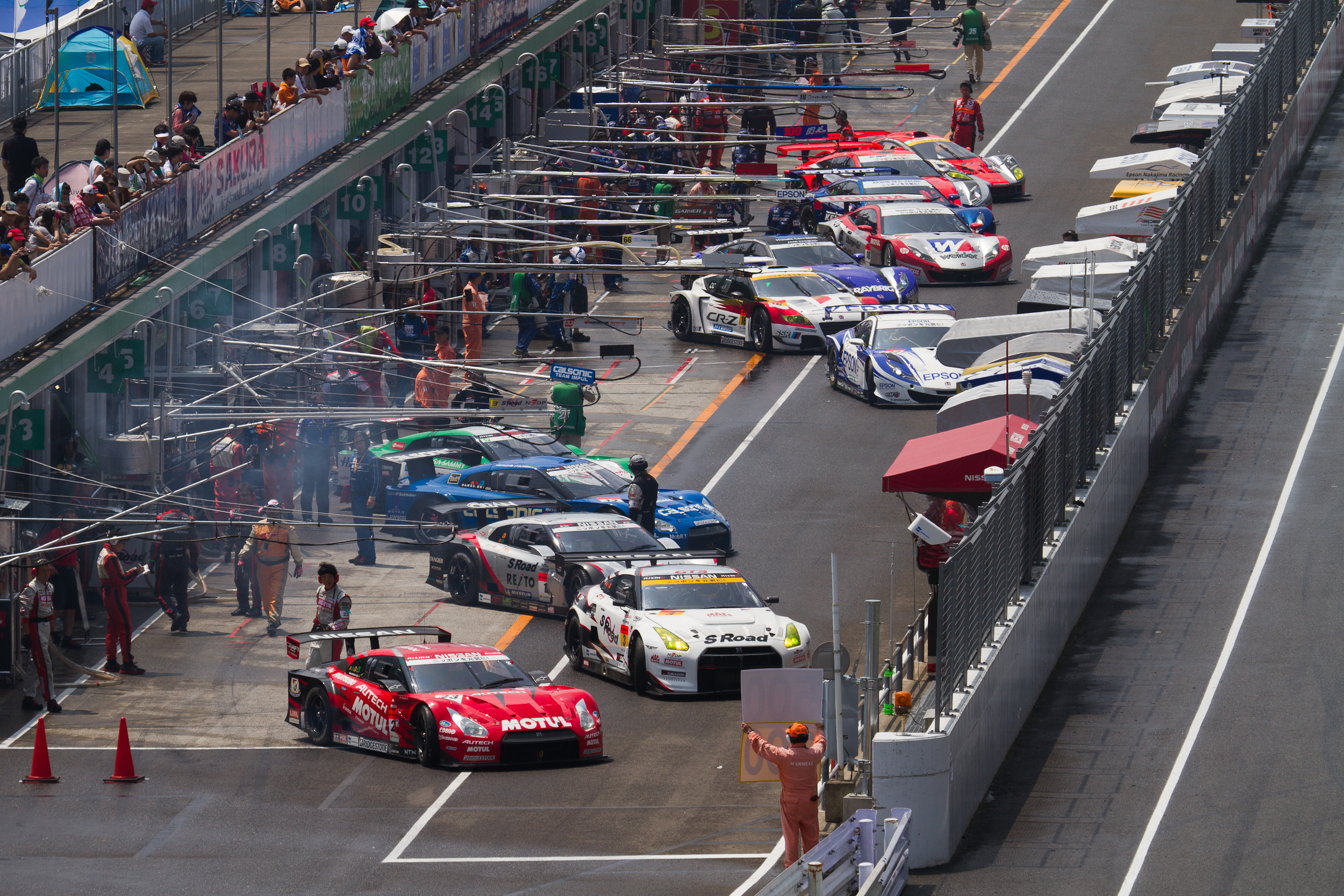
Boxengasse auf der Rennstrecke von Sugo 2012

Als Boxengasse bezeichnet man im Motorsport denjenigen Bereich einer Rennstrecke, in dem die bei einem Motorsportwettbewerb teilnehmenden Teams ihre Boxenstopps zum Betanken der Fahrzeuge und gegebenenfalls zum Fahrer- oder Reifenwechsel durchführen. Der Name leitet sich von den normalerweise dort ebenfalls vorhandenen, überdachten Boxen her, bei denen es sich um separierte Garagen handelt, in denen die Fahrzeuge zur weitergehenden Betreuung, Wartung und Reparatur vor oder während des Rennens untergebracht werden können. Allerdings muss nicht jede Boxengasse zwangsläufig eine solche Boxenanlage aufweisen.

## Aufbau einer Boxengasse
Die FIA schreibt für Strecken, die international anerkannte Wettbewerbe ausrichten wollen, eine Breite der Boxengasse von mindestens 12 m auf Höhe des Start-Ziel-Bereiches vor. Diese soll die Boxen, sowie im entsprechenden Boxengebäude die Einrichtungen der Racecontrol beherbergen. Die Abgrenzung zur Start-Zielgerade muss durch eine entsprechende Boxenmauer mit einem stabilen Metallzaun als Sicherheitseinrichtung abgegrenzt werden. Auf dieser Boxenmauer werden während eines Rennens in der Regel auch die Kommandostände der Mannschaften platziert. Zusätzlich wird für die Boxenmauer eine Signalplattform in Form eines Starterhäuschens vorgeschrieben, von dem aus Mitteilungen an die Rennteilnehmer (z. B. Zielflagge, Verwarnungen oder Strafen) angezeigt werden können. Das Boxengebäude kann zusätzliche Streckeneinrichtung, so die Streckenverwaltung, Zeitnahmebüros, das Mediacenter und das Medical-Center enthalten. Hinter den Boxen schließt sich in der Regel das Fahrerlager der Strecke an. Die Infrastruktur der Boxengaragen umfasst in der Regel auch sanitäre Einrichtungen sowie eine elektrische Stromversorgung und Internetzugänge (WLAN). In Einzelfällen sind auch Einrichtungen zur Treibstoffversorgung z. B. bei Langstreckenrennen (z. B. Tanksäulen; Drehstromanschlüsse für Tankanlagen oder das Laden elektrischer Rennfahrzeuge) installiert.

## Nordamerikanische Ausführung

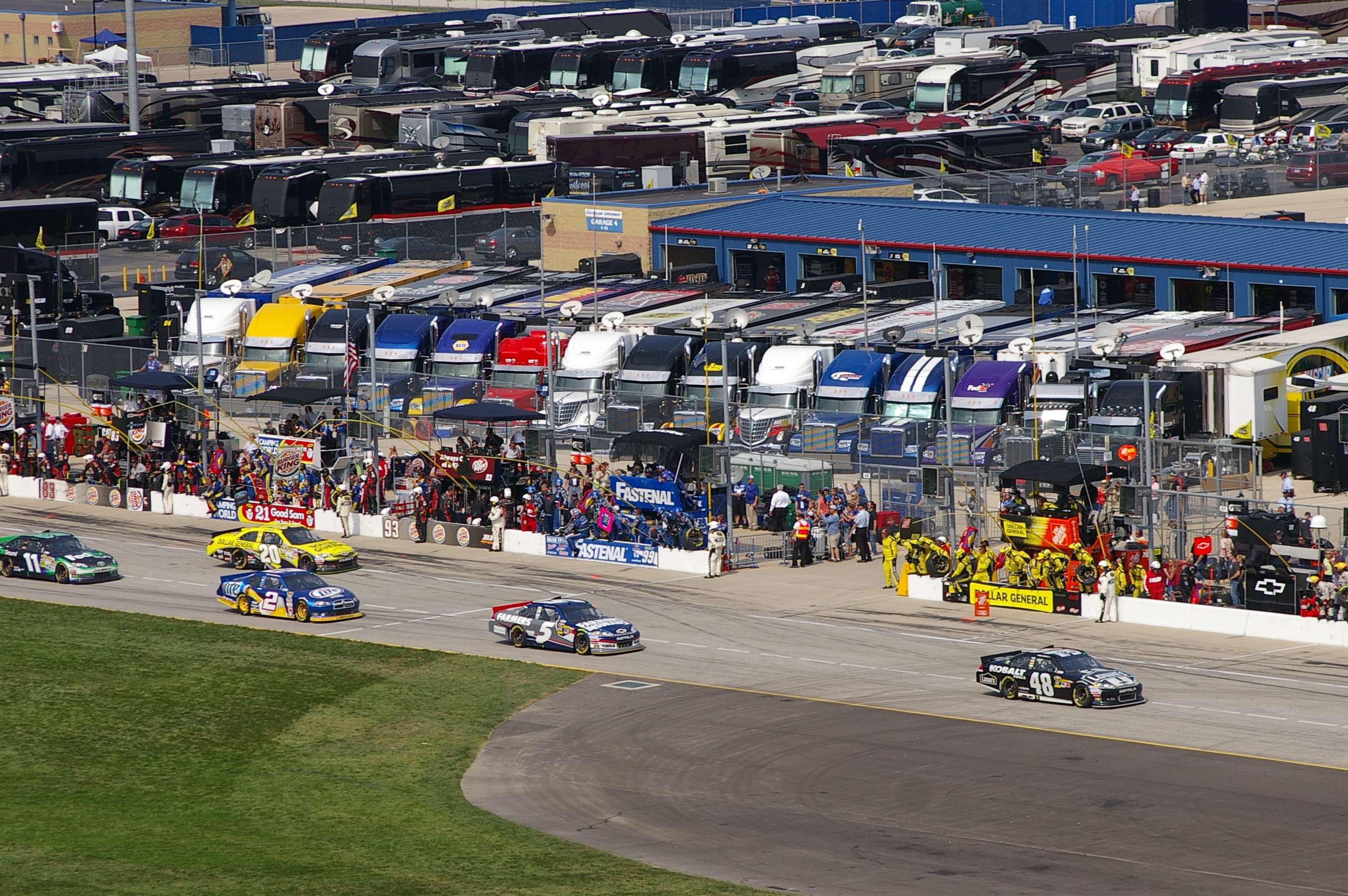
Boxengasse in der nordamerikanischen Ausführung

In der nordamerikanischen Rennsportszene ist eine davon abweichende Einrichtung der Boxengasse üblich. Dort wird wegen des weitgehenden Fehlens von Boxenanlagen an der Strecke die Boxengasse mit einer Mauer vom Arbeitsbereich der Mannschaften abgetrennt, die hinter der Mauer ihre mobilen Kommandostände aufbauen. Hält ein Rennwagen dort vor der Mauer, springen die Mechaniker über diese und führen den Boxenstopp durch. Im Falle eines nötigen umfangreicheren Service wird ein Wagen durch ein Tor „hinter die Mauer“ geschoben oder gefahren und dann im Fahrerlager im Teamzelt oder in einer dort vorhandenen Boxengarage repariert.

## Strukturierung der Boxengasse
Die Boxengasse wird in einen äußeren (Anfahrt und Ausfahrt) und einen inneren Bereich unterteilt. Die zum äußeren Bereich zählende Zufahrt und der Boxenausgang sollen dabei abseits der Ideallinie platziert werden um gefährliche Situationen während der Boxenstopps zu verhindern. Im inneren Bereich besteht ein strenges Tempolimit, dessen Höhe von der Art des Wettbewerbs abhängig ist. Während eines Rennens ist der Zutritt zur Boxengasse nur für das Personal der Teams und ausgewählte Personen erlaubt. Bei Rennen mit Tankvorgängen müssen alle Personen, die die Boxengasse betreten dürfen, in der Regel mit homologierter flammabweisender Bekleidung ausgerüstet sein. Um die Rundenzählung und Zeitnahme während des Rennens korrekt fortzuführen, wird auf Höhe der Start-Zielgerade eine zusätzliche Transponderschleife eingerichtet die alle Teilnehmer erfasst die gerade einen Boxenstopp absolvieren.

## Strecken mit mehreren Boxengassen

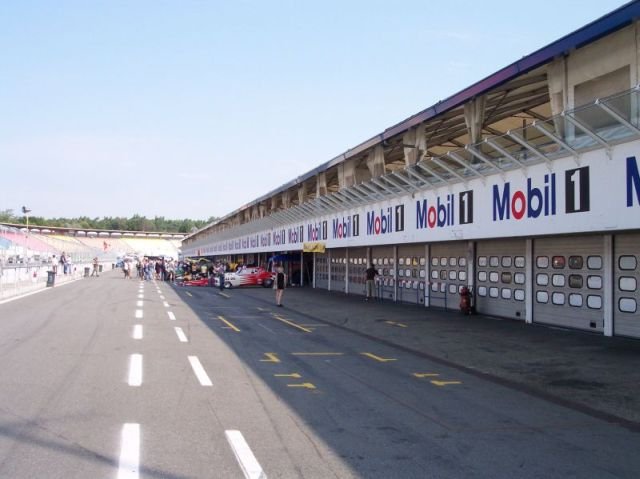
Boxengasse in Hockenheim

Auf einigen Strecken existieren mehrere Boxenanlagen. Bei Rennstrecken, die sich zum Beispiel durch Kurzanbindungen in 2 separierbarer Abschnitte unterteilen lassen ist eine zweite Boxengasse nicht unüblich. Beispielsweise gibt es auf dem Bahrain International Circuit noch eine weitere Boxengasse, welche die private Anlage der Königsfamilie ist. Ein weiteres Beispiel ist Suzuka, wo sich auf der Gegengerade eine zweite, kleiner dimensionierte Boxengasse für Motorradteams befindet. In Spa-Francorchamps gibt es zwei kombinierbare Boxengassen, die bei Bedarf auch separat benutzt werden können: die neuere Anlage vor La Source und die ältere Anlage zwischen La Source und Eau Rouge. Auf dem amerikanischen Kurs von Road Atlanta gibt es ebenfalls 2 Boxengassen die links und rechts parallel zur Start-Ziel-Gerade auf selber Höhe liegen, aber beide jeweils keine Boxenanlagen aufweisen.
Auf dem Yas Marina Circuit in Abu Dhabi gibt es sogar 3 Boxengassen.